# Vladimir Dišljenković
Vladimir Dišljenković (in serbo Владимир Дишљенковић?; Belgrado, 2 luglio 1981) è un ex calciatore serbo, di ruolo portiere.

## Carriera

### Club
Debutta con l'Hajduk Belgrado nel 2000 dimostrando buone doti tra i pali, tanto da passare all'inizio della stagione 2001-2002 alla Stella Rossa di cui diventa subito portiere titolare e con cui vince la Coppa di Jugoslavia 2002.
Nell'estate del 2004 si trasferisce in Ucraina, al Metalurh Donetsk.

### Nazionale
Ha partecipato, nel 2004, ai Campionati Europei Under-21 2004, con la Nazionale di calcio della Serbia e Montenegro Under-21, arrivando in finale, ma perdendo contro l'Italia.

## Palmarès

### Club

#### Competizioni nazionali
- Coppa di Jugoslavia: 1

Stella Rossa: 2001-2002